# Sericia diops
Sericia diops är en fjärilsart som beskrevs av Walker 1857. Sericia diops ingår i släktet Sericia och familjen nattflyn. Inga underarter finns listade i Catalogue of Life.